# ミハーイ・アンドラーシュ
ミハーイ・アンドラーシュ（ハンガリー語: Mihály András、1917年11月6日 - 1993年9月19日）は、ハンガリーの作曲家。

## 経歴
1917年、ブダペスト生まれ。リスト音楽院でヴェイネル・レオー、カドシャ・パールらに師事した。
1946年に国立歌劇場の首席チェロ奏者となり、1950年からリスト音楽院の室内楽の教授となった。1967年に現代音楽を専門に演奏するハンガリー室内オーケストラを創設した。
作品にはオペラ、3つの交響曲、チェロ協奏曲、ヴァイオリン協奏曲、ピアノ協奏曲、室内楽曲、ピアノ曲、合唱曲、歌曲などがある。

## 文献
- Ki kicsoda a magyar zeneéletben? Zeneműkiadó, Budapest, 1988. 304. o. ISBN 9633306728